# Oloph Hansson
Olof (Oloph) Anders Hansson, född 1 februari 1929 i Häggenås församling, Jämtlands län, död 19 augusti 2020 i Stockholm, var en svensk journalist och TV-chef. 

## Biografi
Oloph Hanssons var son till målarmästaren Lars Olof Hansson och Hilma Jönsson och växte upp i Östersund. Han började 1947 som journalist på Länstidningen i Östersund, arbetade därefter 1954–1957 på Arbetarbladet i Gävle, samt 1958–1963 på Stockholms-Tidningen. Han studerade på Socialhögskolan i Stockholm 1959–1962 och på World Press Institute i Minneapolis-Saint Paul i USA 1967–1968.
År 1964 började han på Sveriges Radio där han från 1965 var inrikesredaktör för TV. Från 1967 var han redaktionssekreterare för Aktuellt. I samband med starten av TV2 grundade han 1969 Rapport och var redaktionschef där till 1975. 
I mitten av 1970-talet skrev han den svenska regeringens lokalradioproposition[källa behövs]. Han var kanslichef på Sveriges Radio 1975–1978.
När Sveriges Radio delades upp på flera bolag tillsattes nya chefer och Hansson blev chef för TV2. När TV2 gjordes om till en distriktsbaserad kanal fick Hansson fortsatt förtroende att leda den nya "Sverigekanalen". Han slutade som TV2-chef i juli 1991.

## Familj
Oloph Hansson var i första äktenskapet 1954–1967 gift med Anita Gradin och i andra äktenskapet med Ulla Jonsdotter (1940–2008). Han hade tre barn.